# Partido judicial de Frechilla

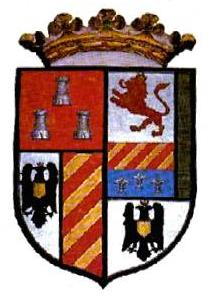
Frechilla.

Fuentes de Nava.

Cisneros.

Mazariegos.

Paredes de Nava.

El Partido judicial de Frechilla fue una unidad territorial integrada por varios municipios limítrofes y pertenecientes a la provincia de Palencia, comunidad autónoma de Castilla y León, España. Esta comarca fue considerada partido judicial hasta la reordenación provincial de 1988, que redujo a tres los siete existentes hasta ese momento, eliminando los de Frechilla, Baltanás, Astudillo y Saldaña. Desde entonces se mantiene como circunscripción electoral de la Diputación de Palencia.

## Geografía

Escudo de la provincia de Palencia:. Flanco diestro superior: Cortado, arriba águila bicéfala de sable en campo de plata; abajo, tres flores de lis de plata en campo de azur. Que es de Frechilla.

A.

El terreno, sin ser del todo montañoso, es lo suficiente accidentado para que pueda considerarse este región, como intermedia entre la montañosa y la meridional o llana, que se continúa sin desnivel apreciable con la inmensa llanura de la llamada Tierra de Campos, en el comienzo de la cual, y ya en la parte más meridional de la provincia, se encuentra el partido de Frechilla.
Escribir una geografía de una zona pequeña, sin orografía, limitada su geología a la capa inferior arcillosa del mioceno, más o menos cubierta de aluvial; con unos ríos que no llevan agua...

## Municipios
A la caída del Antiguo Régimen se constituye este partido tal como consta en el Real Decreto de 21 de abril de 1834, agrupando 34 pueblos, con 6 427 vecinos y 26 220 almas.
En el censo de 1950 figuraban en la relación los municipios de:
- Abastas, pertenece al municipio de Valle del Retortillo.
- Añoza, pertenece al municipio de Valle del Retortillo.
- Pozuelos del Rey, pertenece a Villada.
- Villalumbroso, capital del municipio de Valle del Retortillo.
- Villatoquite, pertenece al municipio de Valle del Retortillo.
- Villelga, pertenece a Villada.

No figuraba:
- Valle de Retortillo, nuevo municipio que agrupa los de Abastas, Añoza, Villalumbroso y Villatoquite.

## Relación electoral de 1983
A efectos electorales, diputados provinciales, en 1983 comprendía los municipios palentinos de:
| - Abarca, - Autillo de Campos, - Baquerín de Campos, - Belmonte de Campos, - Boada de Campos, - Boadilla de Rioseco, - Capillas, | - Cardeñosa de Volpejera, - Castil de Vela, - Castromocho, - Cisneros, - Frechilla, - Fuentes de Nava, - Guaza de Campos, | - Mazariegos, - Mazuecos de Valdeginate, - Meneses de Campos, - Paredes de Nava, - Pozo de Urama, - San Román de la Cuba, | - Villacidaler, - Villada, - Villalcón, - Villanueva del Rebollar, - Villarramiel, - Villerías, - Valle de Retortillo. |

En 1983 habían desaparecido los siguientes municipios: Abastas, Abastillas, Pozuelos del Rey